# Plutokratie

Plutokratie – Wenige Reiche herrschen über das Volk.

Unter Plutokratie (altgriechisch πλουτοκρατία plutokratía „Reichtumsherrschaft“, von πλοῦτος plútos „Reichtum“ und κρατεῖν krateín „herrschen“) oder Plutarchie (ἄρχειν archein „anführen“) versteht man eine Herrschaftsform, in der Vermögen die entscheidende Voraussetzung für die Teilhabe an der Herrschaft ist, also die Herrschaft des Geldes (Geldherrschaft; sinnähnlich auch „Geldadel“ genannt). Plutokratie kann durch Institutionen begünstigt sein (z. B. über das Zensuswahlrecht) oder indirekt ausgeübt werden durch die Abhängigkeit der Entscheidungsträger von den Plutokraten.

## Geschichte

### Antike
In antiken Stadtstaaten wie der attischen Demokratie oder der Römischen Republik wurden die politischen Rechte (Teilnahme an der Volksversammlung o. Ä.) zu bestimmten Zeiten an ein gewisses Einkommen bzw. einen Mindestbesitz gebunden. Das früheste Beispiel dafür liefert die timokratische Ordnung des athenischen Verfassungsgebers Solon. Folge der Einteilung der Bürger in verschiedene Zensusklassen war, dass für lange Zeit nur die wohlhabendsten Athener die höchsten Staatsämter bekleiden konnten, während den Ärmsten, den Theten, erst unter der Regierung des Themistokles volle politische Beteiligung zugebilligt wurde.
In der wichtigsten Volksversammlung Roms, der Comitia Centuriata, waren alle Bürger auf eine Weise in Zensusklassen eingeteilt, die garantierte, dass die wohlhabenden Bevölkerungsteile (u. a. die Nobilität) in Abstimmungen stets das Übergewicht an Stimmen hatten. So sicherte der Zensus ihnen eine strukturelle Mehrheit gegenüber dem zahlenmäßig weit größeren „einfachen“ Volk (der plebs).

### Moderne
Auch moderne Demokratien ab der französischen Revolution kannten zunächst kein allgemeines oder gar gleiches Wahlrecht, sondern knüpften dieses an Besitz oder Einkommen/Steuerleistung. Die Bevorzugung der besitzenden Bürger durch das Wahlrecht war bis in das 19. Jahrhundert selbstverständlich und bis zu Beginn des 20. Jahrhunderts nicht ungewöhnlich.
Laut Meyers Lexikon von 1907 blühen Formen von unmittelbarer Geldherrschaft sowohl im Cäsarismus (charismatische Diktaturen) als auch in konstitutionellen Staaten. Begünstigende Faktoren seien ein Übergewicht von kapitalistischen Strukturen in der Wirtschaft eines Staates, sowie die Einschränkung des Wahlrechts durch Zensus.
Historische Beispiele für das Zensuswahlrecht, bei welchem das Stimmgewicht vom individuellen Steueraufkommen abhängt, sind etwa das preußische Dreiklassenwahlrecht, oder auch das österreichische Wahlrecht, bei dem von 1873 bis 1882 das Wahlrecht an eine Steuerleistung von mindestens 10 Gulden und von 1882 bis 1896 an eine von mindestens 5 Gulden geknüpft war. Das britische Wahlrecht war dagegen ursprünglich an Landbesitz gekoppelt: Es sah bis zu der Reform von 1832 ein Wahlrecht ausschließlich für Grundbesitzer mit mehr als 40 Schilling Landbesitz vor, womit weniger als 10 Prozent der erwachsenen Männer stimmberechtigt war. Die Abgeordneten erhielten offiziell außerdem kein Gehalt, sodass nur Vermögende im House of Commons repräsentierten. Entgegen der Bemühungen der britischen Regierung erhöhte sich durch die Reform die Zahl der Wahlberechtigten; und umfasste nach zahlreichen weiteren Reformen schon bis 1885 über die Hälfte der männlichen Erwachsenen. Auch durch das offizielle Verbot des Wählerkaufs ab 1883 wurde die Geldherrschaft eingedämmt.

## Verwendung als politischer Kampfbegriff

### In Deutschland
1817 spricht Adam Weishaupt bereits von „Plutocratie oder Herrschaft der Reichen“ auf Kosten zunehmender Abhängigkeit der Armen, als Ursache jedweder großen Revolution.
Im Nationalsozialismus war „Plutokratie“ ein Begriff, der insbesondere durch das Reichsministerium für Volksaufklärung und Propaganda unter Joseph Goebbels häufig verwendet wurde, um Großbritannien und die USA negativ darzustellen und ihnen bösartige Pläne gegen den NS-Staat zu unterstellen. Goebbels setzte dabei in der Propaganda Demokratie und Plutokratie grundsätzlich gleich bzw. stellte die Demokratie als eine Unterform der Plutokratie dar. Unter Verwendung des Schlagwortes „Jüdischer Bolschewismus“ behauptete er, die Plutokratien planten einen Pakt gegen Deutschland, der zu einer Unterwerfung Europas unter die Sowjetunion führen werde. Die Feindbildpropaganda wurde auch dazu genutzt, die Lage von Arbeitern (einschließlich Ostarbeitern) in Deutschland zu beschönigen, denen es im NS-Staat angeblich viel besser gehe.

### In den USA
Eine Einordnung der Vereinigten Staaten als Plutokratie wurde in der Vergangenheit von verschiedenen Autoren vorgenommen, darunter der ehemalige Politikberater von Richard Nixon, Kevin Phillips, und in den 1930er Jahren der Historiker Arthur M. Schlesinger, Sr. Phillips beschreibt in seinem Buch Wealth and Democracy: A Political History of the American Rich, wie Thomas Jefferson mit seiner entsprechenden Befürchtung Recht behalten habe, und Amerika sich nach und nach zur heutigen Plutokratie entwickelt habe, dessen politisches System von der Wall Street und Großkapital kontrolliert werde. Die negativen Höhepunkte dieses historischen Prozesses bildeten laut Phillips die Räuberbarone des Gilded Age, das durch eine Survival-of-the-Fittest-Ideologie geprägt gewesen sei, und die grassierende Korruption der 1920er Jahre. Diese Entwicklung sei durch den New Deal von Franklin Delano Roosevelt und einen wachsenden Anteil der Mittelschicht am nationalen Wohlstand bis in die 1960er Jahre aufgehalten worden.
Ab den 1980er Jahren habe die Konzentration des Vermögens jedoch wieder stark zugenommen. Dieser historischen Prozessbeschreibung folgen auch der Geschichtswissenschaftler Ronald P. Formisana, laut dem sich die Plutokratie in den Vereinigten Staaten durch die Weltfinanzkrise von 2007 noch verstärkt habe, sowie der US-Ökonom Branko Milanović.
Der Soziologe Dale L. Johnson sieht im Amerika des 21. Jahrhunderts die Bedingungen einer Plutokratie erfüllt. Das vermögendste Prozent der Bevölkerung, das aus der Weltfinanzkrise gestärkt hervorgegangen sei, während die soziale Ungleichheit weiter angewachsen sei, kontrolliere neben den Medien die drei Staatsgewalten. Die Medien lenkten die Bevölkerung von der sozialen Ungerechtigkeit mit unwahrer Berichterstattung, Boulevardjournalismus und dem Schüren von Ängsten ab. Über die Privatisierung des Bildungssystems beginne diese Indoktrination zunehmend schon in den Schulen. Der amerikanische Plutokratismus habe sich am deutlichsten im politischen Erfolg des Trumpismus gezeigt, sei aber schon zuvor zu beobachten gewesen, vor allem nach dem Erfolg der Republikaner bei den Kongresswahlen 2014, aber auch in der Kür von Hillary Clinton zur demokratischen Kandidatin bei den Präsidentschaftswahlen 2016. Auch der Politologe Anthony DiMaggio sieht im Erfolg von Donald Trumps Populismus einen Ausdruck plutokratischer Politik.
Im deutschsprachigen Raum wird die Hypothese, dass sich die Vereinigten Staaten zu einer Plutokratie gewandelt hätten, unter anderem von den Politikwissenschaftlern Boris Vormann und Christian Lammert vertreten.